# Jacques Van Gompel
Jacques Van Gompel est un homme politique belge, membre du Parti socialiste, né à Gilly le 12 juin 1947. Il est instituteur de formation et devint député fédéral et bourgmestre de Charleroi.

## Carrière politique
- 1970-1976 : Conseiller communal à Gilly
- 1979-1983 : Conseiller communal à Charleroi
- 1979-1983 : Député fédéral
- 1983-1988 : Échevin de la Jeunesse et des Travaux publics à Charleroi
- 1989-1995 : Premier échevin à Charleroi
- 1995-2000 : Bourgmestre faisant fonction, de la Ville de Charleroi
- 2000-2006 : Bourgmestre de la Ville de Charleroi
- 2006-2012 : Conseiller communal à Charleroi

Il fut également président de IGRETEC (Intercommunale pour la gestion et la réalisation d’études techniques et économiques), administrateur de a l'ISPPC, l'intercommunale de Santé et salubrité publique de Charleroi ainsi que d'une trentaine d'autres mandats. Il demeura Président de la Fondation Charleroi Positive.

## «Affaires» de Charleroi
Le 24 mai 2006, à la suite de l'inculpation de son chef de cabinet, et aux multiples affaires à répétition touchant le Parti socialiste carolo, Jacques Van Gompel remet son mandat de bourgmestre aux mains du président du parti, Elio Di Rupo. Le Président du PS refuse cette démission et décide de faire confiance à Van Gompel pour remettre de l’ordre à Charleroi.
Le 8 octobre 2006, Jacques Van Gompel est réélu bourgmestre avec 17 916 voix. Quelques jours plus tard, le 20 octobre 2006, à la suite de son inculpation et son arrestation dans l'affaire des marchés truqués, il démissionne de son poste de bourgmestre.
Le 24 octobre 2011, Jacques Van Gompel est condamné dans l'affaire de la pelouse artificielle du Sporting de Charleroi à 18 mois de prison avec sursis. Pour contourner la procédure longue de l'appel d'offres par la Ville, propriétaire du stade, le Sporting, locataire, non soumis à cette l'obligation, paie lui-même la pelouse. En compensation, la Ville lui achète des places en tribune à la hauteur du montant engagé par le club. Places qui profiteront pour l'essentiel à l'électorat de Jacques Van Gompel et celui de Claude Despiegeleer, échevin. Ce dernier, ainsi que deux fonctionnaires et le manager du Sporting sont également condamnés.
Il se pourvoit en appel et en mars 2013 la Cour d'appel de Mons le blanchit définitivement dans ce dossier. Entre-temps sa carrière politique s'était terminée, Van Gompel ne s'étant plus représenté aux élections communales d'octobre 2012.
En novembre 2021, Jacques Van Gompel a obtenu sa réhabilitation judiciaire devant la chambre des mises en accusation de la cour d’appel de Mons. Les traces de son implication dans les affaires carolorégiennes sont donc effacées de son casier judiciaire.